# Gran Premio de Alemania de Motociclismo de 1962
El Gran Premio de Alemania de Motociclismo de 1962 fue la sexta prueba de la temporada 1962 del Campeonato Mundial de Motociclismo. El Gran Premio se disputó el 15 de julio de 1962 en el Circuito de Solitude.

## Resultados 250cc
Jim Redman ganó su cuarta carrera en la cilindrada de 250cc con solo una décima de segundo de diferencia respecto Bob McIntyre. Kenjiro Tanaka fue tercero, pero a casi un minuto y medio del dúo de delante. McIntyre debería haber ganado para mantener la Copa del Mundo realmente emocionante. Podía anotar 32 puntos más, pero tuvo que entregar 24 nuevamente debido a los resultados de la racha. Eso podría llevarlo a 46 puntos, dos más que Redman en este momento. Redman no pudo compensar esos dos puntos, porque sus segundos lugares quedarían tachados.
| Pos.    | Piloto            | Equipo     | Tiempo    | Pts. |
| ------- | ----------------- | ---------- | --------- | ---- |
| 1       | Jim Redman        | Honda      | 51' 41" 8 | 8    |
| 2       | Bob McIntyre      | Honda      | +0" 1     | 6    |
| 3       | Kenjiro Tanaka    | Honda      | +1' 28" 5 | 4    |
| 4       | Günter Beer       | Adler      | +1' 29" 9 | 3    |
| 5       | Arthur Wheeler    | Moto Guzzi | +1 Vuelta | 2    |
| 6       | Michael Schneider | NSU        | +1 Vuelta | 1    |
| 7       | Heiner Butz       | NSU        |           |      |
| 8       | Kurt Guthier      | NSU        |           |      |
| 9       | Dan Shorey        | Bultaco    |           |      |
| 10      | Xaver Heiss       | NSU        |           |      |
| Fuente: |                   |            |           |      |

## Resultados 125cc
Con su victoria en la carrera de 125cc, Luigi Taveri hizo buenos negocios, especialmente porque su mayor competidor Jim Redman no puntuó. Tommy Robb subió al podio y también a la tercera posición del Mundial, a expensas de Kunimitsu Takahashi, que no terminó la temporada. Redman teóricamente podría convertirse en campeón mundial si ganaba las cinco carreras posteriores.
| Pos. | Piloto           | Moto    | Tiempo    | Pts. |
| ---- | ---------------- | ------- | --------- | ---- |
| 1    | Luigi Taveri     | Honda   | 45' 27" 9 | 8    |
| 2    | Tommy Robb       | Honda   | +14" 3    | 6    |
| 3    | Mike Hailwood    | EMC     | +26" 6    | 4    |
| 4    | Bob McIntyre     | Honda   | +34" 7    | 3    |
| 5    | John Grace       | Bultaco |           | 2    |
| 6    | Hugh Anderson    | Suzuki  |           | 1    |
| 7    | Paddy Driver     | EMC     |           |      |
| 8    | Peter Eser       | Honda   |           |      |
| 9    | Giuseppe Visenzi | Ducati  |           |      |
| 10   | Jim Redman       | Honda   |           |      |
| Ret  | Ernst Degner     | Suzuki  | Ret       |      |
| Ret  | Ramón Torras     | Bultaco | Ret       |      |

## Resultados 50cc
Hugh Anderson no pudo comenzar debido a una lesión, pero el daño fue limitado porque su mayor rival para el título Hans-Georg Anscheidt solo terminó cuarto. Ralph Bryans condujo la Honda RC 113 a la victoria por delante de Isao Morishita y Mitsuo Itoh.
| Pos. | Piloto               | Moto     | Tiempo    | Pts. |
| ---- | -------------------- | -------- | --------- | ---- |
| 1    | Ernst Degner         | Suzuki   | 34' 16" 8 | 8    |
| 2    | Hans-Georg Anscheidt | Kreidler | +23"      | 6    |
| 3    | Mitsuo Itoh          | Suzuki   | +38" 6    | 4    |
| 4    | Luigi Taveri         | Honda    |           | 3    |
| 5    | Seiichi Suzuki       | Suzuki   |           | 2    |
| 6    | Michio Ichino        | Suzuki   |           | 1    |
| 7    | Tommy Robb           | Honda    |           |      |
| 8    | Jan Huberts          | Kreidler |           |      |
| 9    | Dan Shorey           | Kreidler |           |      |
| 10   | Adrijan Bernetic     | Tomos    |           |      |
| 11   | Rajko Piciga         | Tomos    |           |      |
| 12   | Juan Ramiro          | Dergi    |           |      |
| 14   | Jacques Roca         | Derbi    |           |      |
| Ret  | Rudolf Kunz          | Kreidler | Ret       |      |